# Mojamoja in Mojmoj
Mojamoja in Mojmoj je povest, ki je izšla leta 2006. Napisal jo je Ivan Bizjak, ilustracije pa je prispeval slovenski slikar in ilustrator Rudi Skočir.

## Kratka obnova
Glavna književna oseba Ivan je  sirota, ki je s prijatelji hodil po vasi nabirat vahče (to so bili majhni hlebčki kruha, ki so jih kmetice spekle za obdaritev sirot). Neko popoldan so srečali čredo ovac in koštruna. Ker so koštruna razdražili, se je ta zapodil za njimi ter se zaletel Ivanu v hrbet, ki v tistem trenutku ni videl rešitve. Vikče je Ivanu priskočil na pomoč in Ivan si je to za vselej zapomnil. Zgodba se nadaljuje tri leta kasneje, ko je Ivan odšel v sosednjo vas služit za pastirja. S seboj je vzel tudi ovco Mojamoja in mačka Mojmoj. Skrbel je za čredo ovac in govedo. Po končanem služenju je odšel v mesto, v šolo. Potreboval je denar za šolske potrebščine, zato se je odločil, da bo ovco Mojamoja prodal mesarju, vendar ga je pred tem dejanjem rešil prijatelj Vikče in ovco odkupil. Maček Mojmoj pa je ostal pri gospodarju Nacetu, ter mu še naprej pridno lovil miši.

## Analiza
Avtobiografska povest Mojamoja in Mojmoj spada med pripovedništvo. Delo je razdeljeno na štiri krajše enote ali poglavja. Poglavja predstavljajo del življenja glavnega lika. Imajo skupen zaključek oziroma nauk, ki jih poveže v celoto.  Pripovedovalec je prvoosebni, dogajalni prostor pa se spreminja (vas Lome, ostale vasi so neznane). 
Osrednja tema je pastirsko življenje. Povest je realistična pripoved s prvinami nerealističnih elementov, ki se kažejo predvsem preko živali, na katere se glavni književni lik naveže. V delu so nekatere živali poosebljene ter se na svojevrsten način sporazumevajo z Ivanom.
Pisatelj je ovci Mojamoja in mačku Mojmoj, naklonjen skozi celotno povest. Zaradi potrebe po šolskih potrebščinah pa se odloči ovco prodati mesarju. S tem avtor prikazuje nekonsistentnost z moralnim naukom na koncu povesti.